# Apis mellifera meda
La abeja persa (Apis mellifera meda es una subespecie de abeja doméstica, una de las primeras subespecies en ser descrita (Skorikov en 1829), basándose en la longitud de la glosa y la forma del esternito abdominal. Originalmente su zona de distribución fue el norte de Persia; luego, Lencoron, amplía la distribución desde el norte de Irak, Siria y sudeste de Turquía. 
Fue estudiada morfológicamente por Friedrich Ruttner en el 2000 en Mazandarán provincia de Irán ubicada al sur del mar Caspio. Este autor realizó un estudio a lo largo del paralelo 36º de latitud norte, a los fines de establecer ecoclinas (clina ecológica) de las montañas situadas al sur del mar Caspio, que tienen altitudes de más de 1500 m s. n. m. a las costas del mar Mediterráneo, en Palestina e Israel que están a menos de 500 metros. En ella el autor siguiendo un gradiente de altitud intentó demostrar si el tamaño del cuerpo y el área del ala de las abejas aumenta con la altitud, para lograr una mejor eficiencia térmica y mejor calidad de vuelo, que es lo que predice la Regla de Bergmann, que en realidad fue dada para animales homeotermos, y en este caso no se cumple. También en este trabajo se trata la Regla de Gloger.
Mossadegh, M. S. estudió la coexistencia de Apis mellifera meda y Apis florea en Irán, encontrando en este país la presencia de Euvarroa sinhai  (enlace roto disponible en Internet Archive; véase el historial, la primera versión y la última)..
Kandemir et al. 2005, pone en claro que las colonias de la república autónoma de Naxçiván, que limita con Armenia, Turquía e Irán; son probablemente Apis mellifera meda. Las abejas de Anatolia (Ankara, Beypazarı) Turquía; pertenecen a Apis mellifera anatoliaca. Las abejas de la Tracia oriental (Turquía) pertenecen a Apis mellifera carnica. 